# Maestro dei dodici apostoli

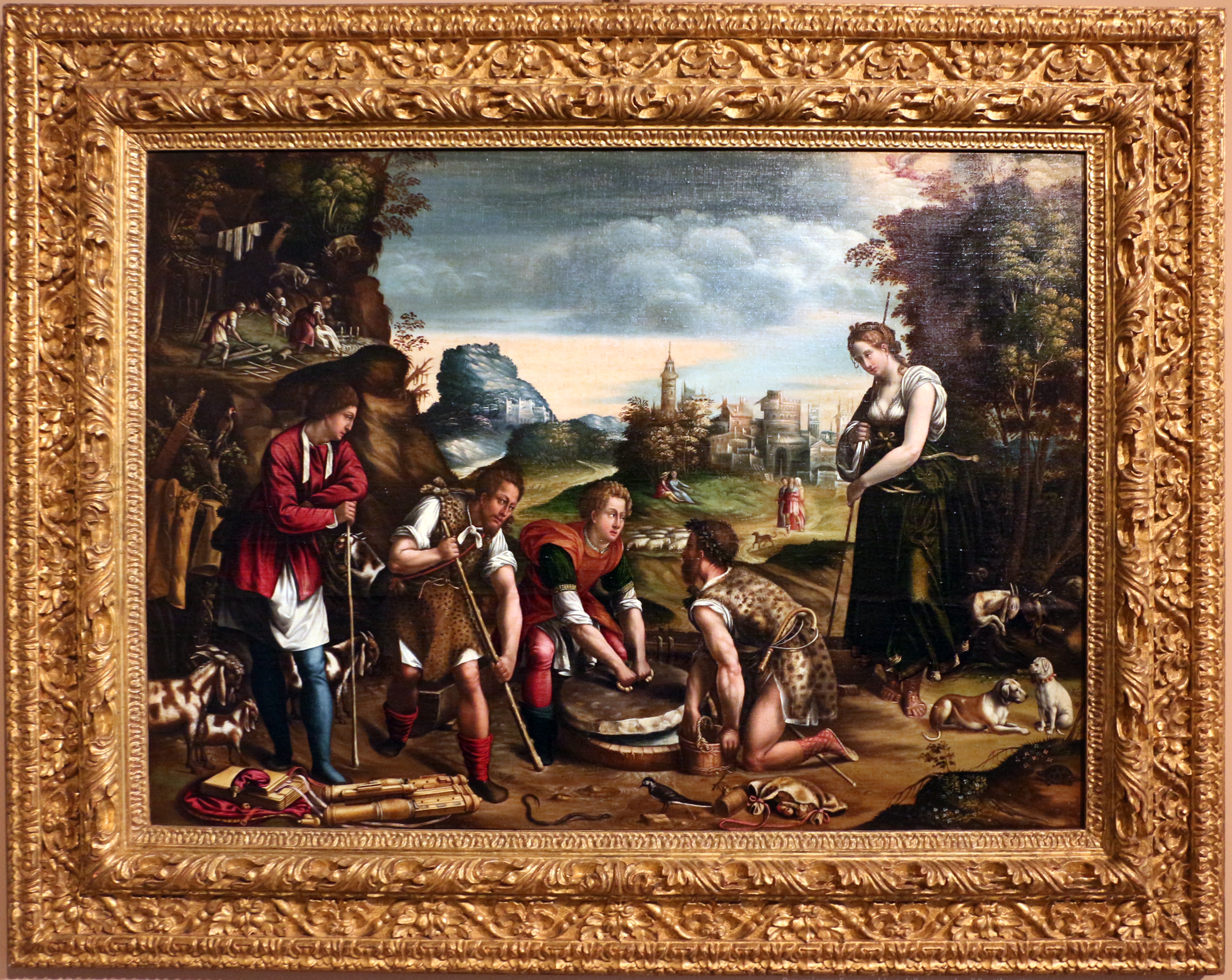
Giacobbe e Rachele al pozzo, Pinacoteca Nazionale di Ferrara

Il Maestro dei dodici Apostoli (Ferrara, 1520 – 1575) è stato un pittore italiano del XVI secolo, attivo a Ferrara e Rovigo dal 1530 al 1542.

## Biografia
Il Maestro dei dodici apostoli è il nome dato a un pittore attivo all'inizio del XVI secolo al quale attribuiamo, dal profilo stilistico e da elementi comuni o simili, alcune opere che sono rimaste anonime. 
L'epiteto dei dodici apostoli proviene da una serie di tavole dei dodici apostoli il cui autore è sconosciuto e che funge da base per successive attribuzioni.

## Lavori
- Jacob e Rachel al pozzo, olio su tela 98,5 cm × 137,5 cm, Fondazione Cassa di Risparmio de Ferrara[1]

Pinacoteca di Ferrara :
- Madonna col Bambino in trono con San Rocco e Sant'Antoine abbé (1530), olio su pannello 242 cm × 134 cm.
- Pentecoste (1539), olio su pannello 62 cm × 50 cm (elemento complessivo)
- Resurrezione di Cristo (1539), olio su pannello di 62 cm × 50 cm (elemento intero)
- San Bartolomeo (1532 ca.), olio su tavola 54 cm × 34 cm.
- Sant'Andrea Apostolo
- San Tommaso
- San Simone
- San Pietro
- San giuda taddeo
- San Giovanni Evangelista ,
- San Giacomo Minore
- San Giacomo Maggiore
- San Filippo